# 切伦福
切伦福，是匈牙利绍莫吉州所辖的一个村。总面积17.75平方公里，总人口203，人口密度11.4人/平方公里（2011年1月1日）。